# Hastings
Hastings [ˈheɪstɪŋz] ist eine Stadt und zugleich ein Distrikt in der Grafschaft (county) East Sussex an der Straße von Dover im Südosten Englands mit etwa 90.000 Einwohnern.
Hastings ist auf Grund der fünf Kilometer langen Strandpromenade ein beliebtes Seebad, in dem auch noch Fischerei betrieben wird (siehe Sehenswürdigkeiten).

## Geografie
Hastings ist ein Seebad am Ärmelkanal.

## Geschichte
Wahrscheinlich schon in vorgeschichtlicher Zeit besiedelt, entwickelte sich Hastings im frühen Mittelalter zu einer blühenden Hafenstadt, die im 11. Jahrhundert mit vier weiteren Hafenstädten (New Romney, Hythe, Dover und Sandwich) den Bund Cinque Ports (fünf Häfen) schloss.

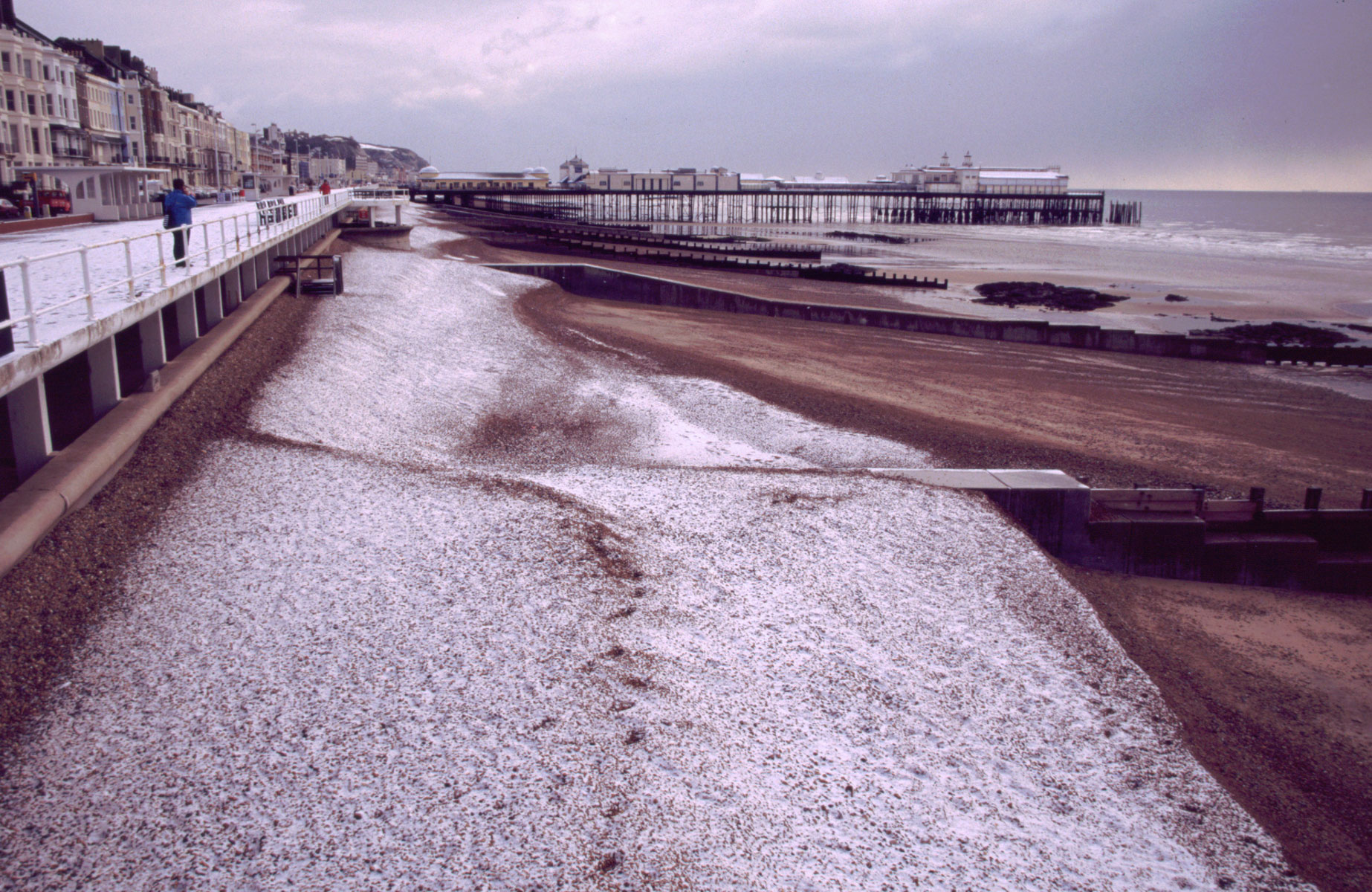
Pier von Hastings (White Rock Pier) im Winter

Am 28. September 1066 ging Wilhelm der Eroberer, der Herzog der Normandie, mit seinem Heer bei Hastings an Land, wo er am 14. Oktober 1066 in der Schlacht bei Hastings (die allerdings nicht bei Hastings, sondern bei der heutigen Ortschaft Battle stattfand) Harold Godwinson (Harald II.), den letzten angelsächsischen König Englands, besiegte und tötete. Der Sieg der Normannen leitete deren Herrschaft über England ein. Im Jahr 1377 wurde Hastings von den Franzosen geplündert und gebrandschatzt, was den Niedergang der Stadt einleitete. Im 18. Jahrhundert gewann Hastings als Seebad wieder an Bedeutung.

## Bildung
Im Stadtbezirk St Leonards-on-Sea der Stadt Hastings gibt es die staatliche Schule Hastings College of Arts & Technology.

## Kultur und Sehenswürdigkeiten

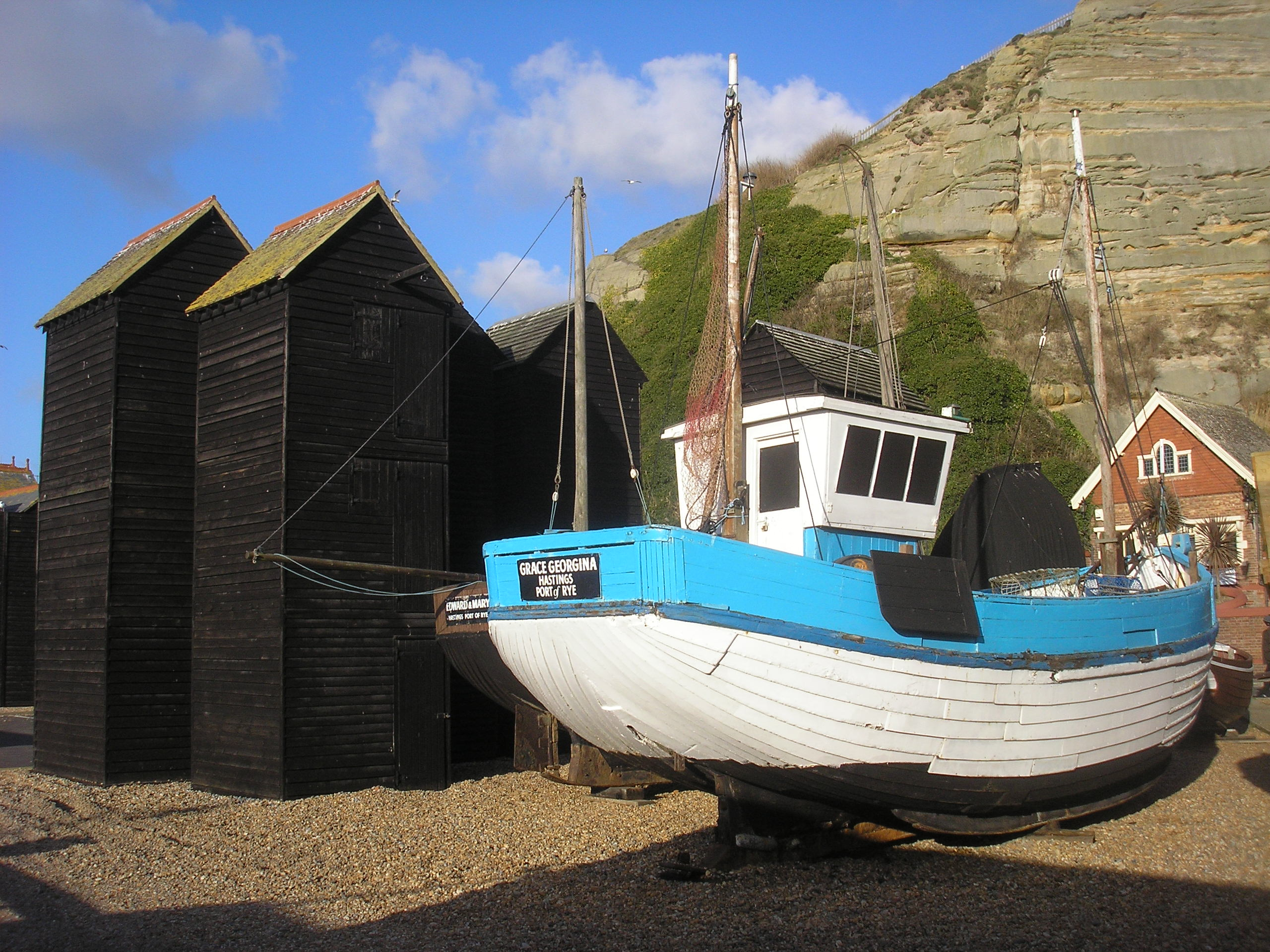
Schwarze Strandhäuschen zur Aufbewahrung der Fischernetze (sog. „net shops“)

- Burg: Auf dem die Stadt trennenden West Hill befindet sich die Ruine von Hastings Castle, das 1066 von Wilhelm dem Eroberer gegründet wurde. Östlich des Burghügels liegt die Altstadt mit einigen pittoresken Gassen, westlich hat sich Hastings als großangelegtes Seebad entwickelt.
- Seebad: Hastings hat eine fünf Kilometer lange Strandpromenade mit einer im Jahr 1872 errichteten Seebrücke, die im Oktober 2010 durch Brandstiftung fast vollständig zerstört wurde.[2] Der Pier wurde in neuen Formen im Jahr 2016 wiedereröffnet und gewann 2017 den Architekturpreis des Royal Institute of British Architects (RIBA).[3]
- Strand-Hafen: Boote und Fischerboote werden auf den Strand gezogen, da es keinen Wasser-Hafen gibt.
- Net-Shops: In Hastings wird noch rege Fischerei betrieben. Da jedoch, insbesondere bei Flut, der lange Strand zu schmal ist, um die Fischernetze zum Trocknen auszulegen, gibt es in Hastings eine Besonderheit: die sogenannten Net-Shops am Strandhafen, schmale, hohe Brettergebäude, in denen die Netze aufgehängt werden.
- Easthill-Lift und der Westhill-Lift: Sehenswert sind unter anderem auch die beiden Schrägaufzüge, der Easthill-Lift und der Westhill-Lift.
- Hastings Country Park: Daran anschließend erstreckt sich unmittelbar östlich der Stadt der Hastings Country Park, ein großes Natur- und Wandergebiet oberhalb der Klippen.[4]
- Hastings ist ein beliebter Ort für ausländische Sprachreisende (jährlich ca. 35.000) und für englische Touristen.

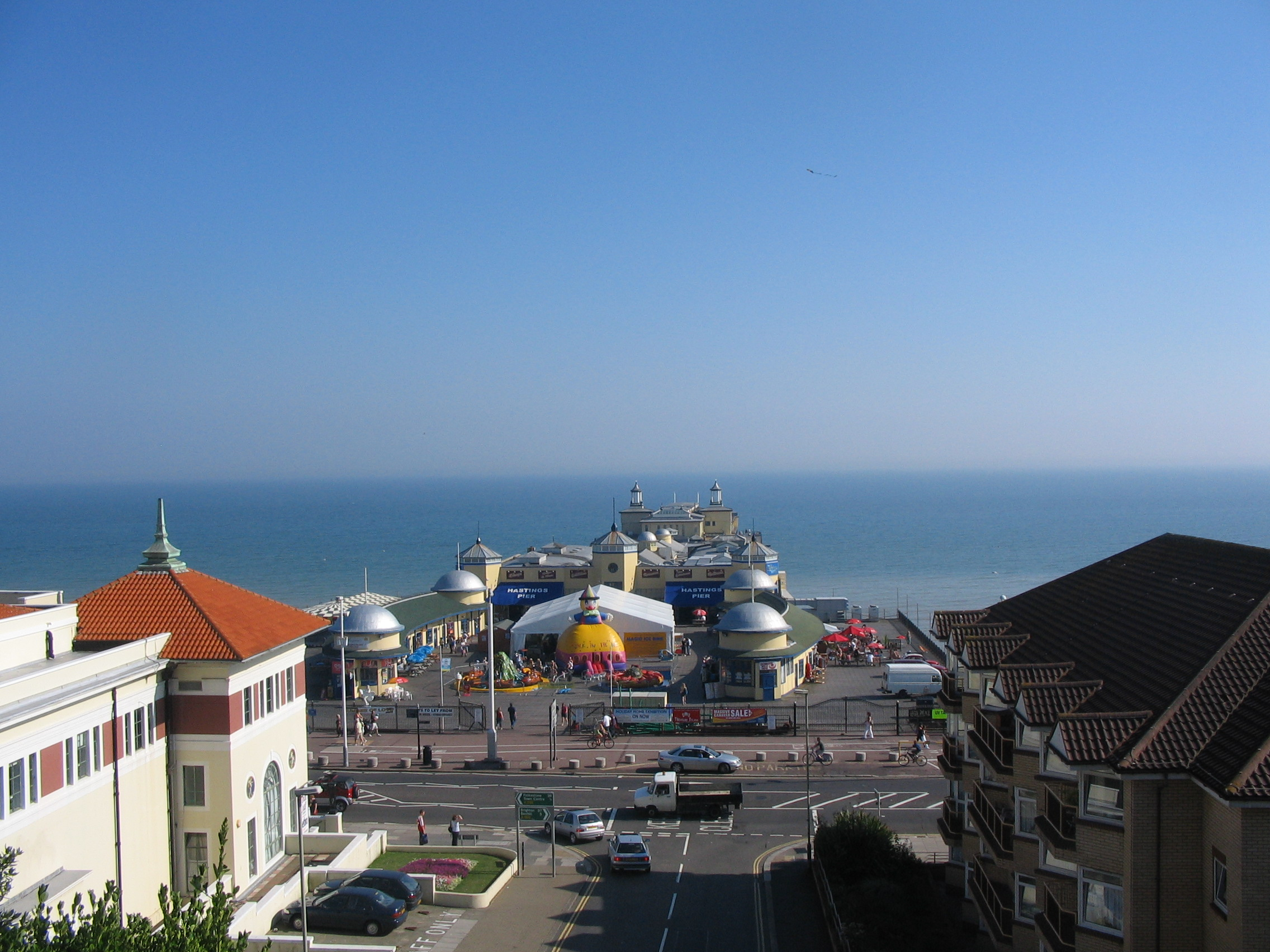
Pier von Hastings, wie er vor dem Brand aussah

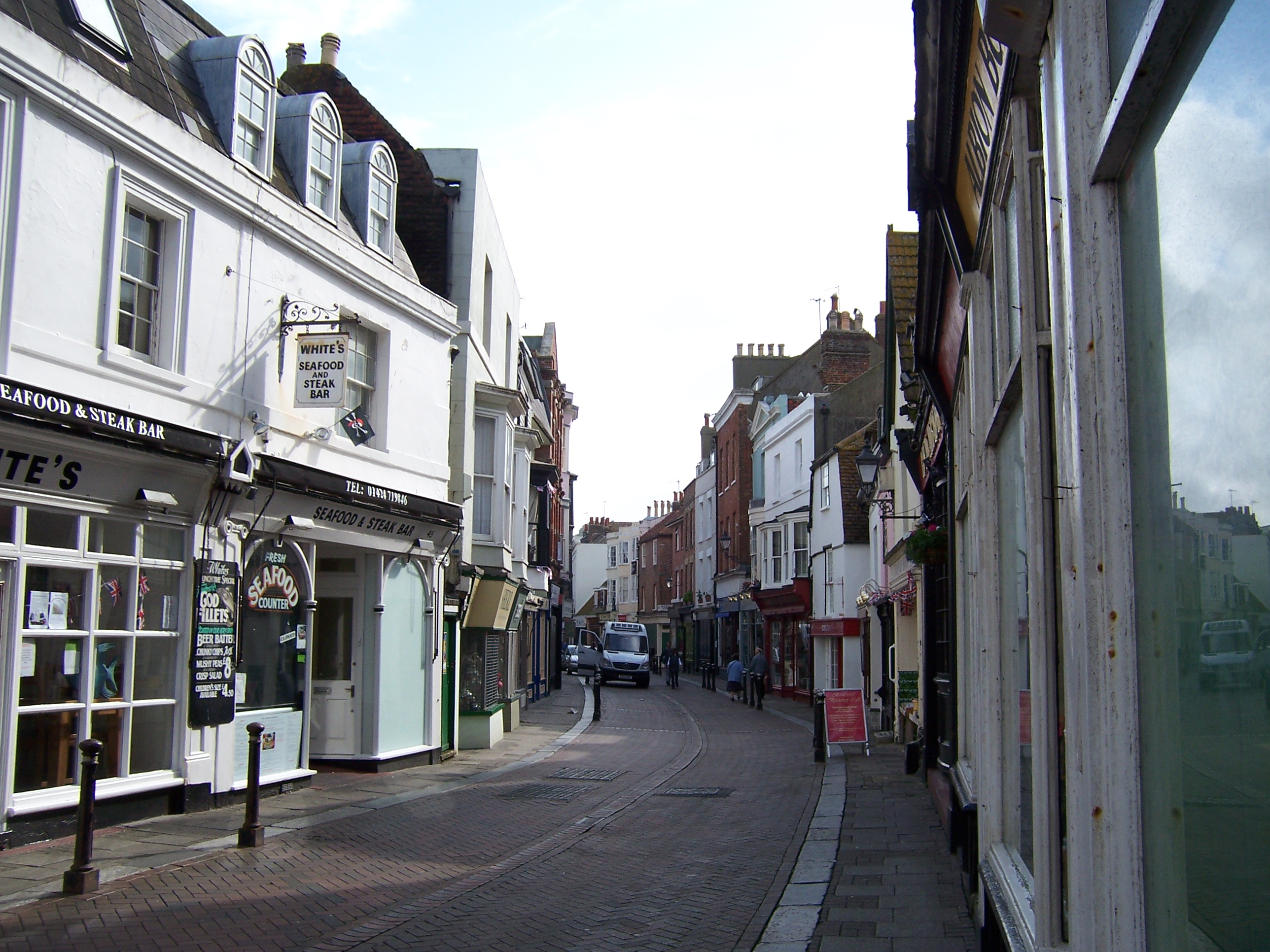
Historische Altstadt

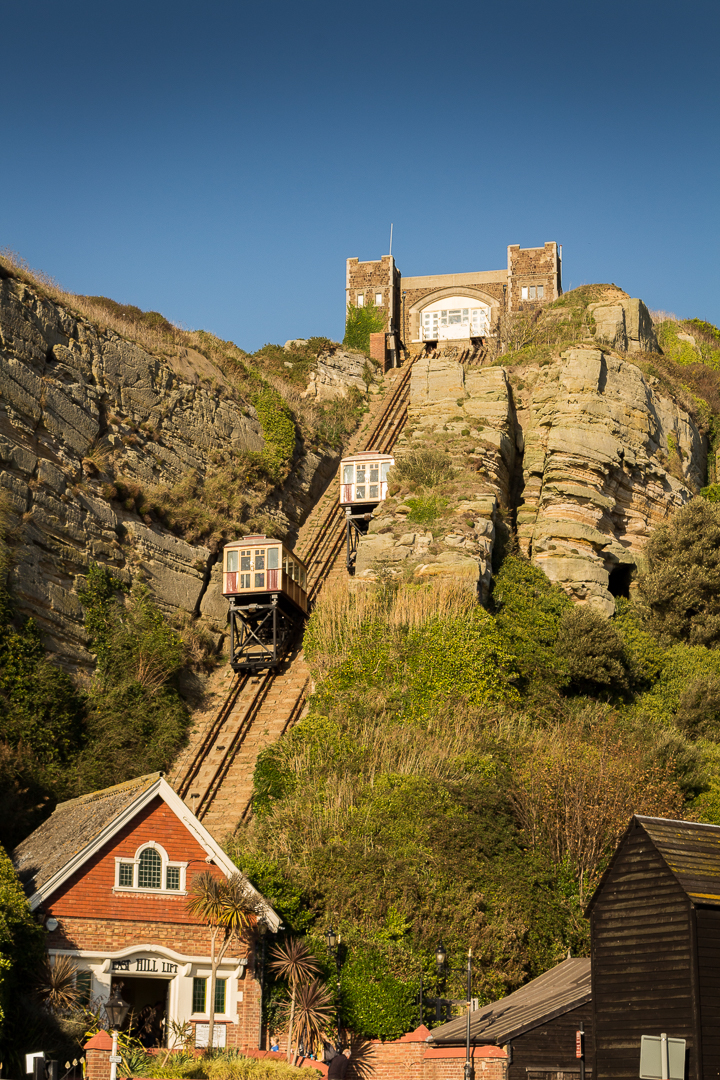
Easthill-Lift

## Schachturnier
Hastings ist Schauplatz des traditionsreichsten Schachturniers überhaupt. Erstmals wurde das Turnier im Jahr 1895 ausgetragen und von dem Amerikaner Harry Nelson Pillsbury vor der gesamten Weltelite gewonnen. Seit 1919 findet es jährlich in der Zeit nach Weihnachten statt, nur unterbrochen in der Zeit des Zweiten Weltkrieges. Meist wurden ein Einladungsturnier (Premier) sowie ein Qualifikationsturnier (Challengers) ausgetragen. Mit Ausnahme von Bobby Fischer nahmen alle Schachweltmeister von Wilhelm Steinitz bis Anatoli Karpow mindestens einmal am Turnier von Hastings teil.

## Politik

### Stadtrat
- Greens: 12
- Labour: 8
- Cons.: 5
- Unabh.: 7

Mind.Reg GPEW

## Städtepartnerschaften
- Schwerte in Deutschland

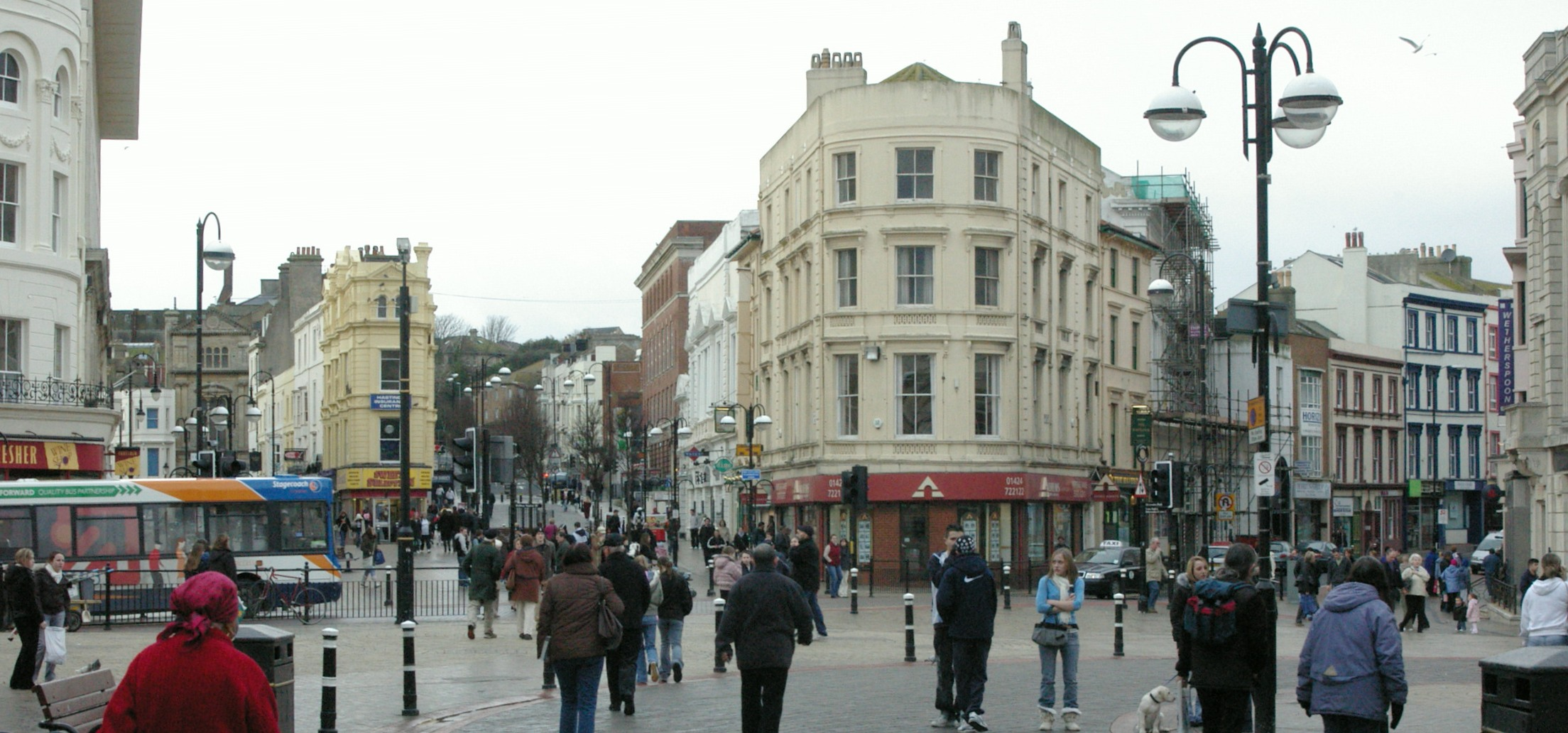
Stadtzentrum von Hastings

- Dordrecht in den Niederlanden
- Oudenaarde in Belgien
- Béthune in Frankreich

## Einrichtungen

### East Sussex Fire Brigade
Die Fire Brigade East Sussex ist eine Feuerwehrorganisation, die für den Brandschutz und die allgemeine Hilfe in ihrer Grafschaft sorgt. Sie entstand im Jahr 1974 aus den früheren Feuerwehren Brighton, Hastings, Eastbourne und East Sussex. Eine der Feuerwachen befindet sich in Hastings. Das Personal setzt sich aus haupt- und nebenberuflichen Feuerwehrmännern zusammen.

## Persönlichkeiten
Söhne und Töchter der Stadt:
- Marianne North (1830–1890), Malerin (Schaffensschwerpunkt: Darstellung botanischer Motive)
- Edward Young (1831–1896 in Hastings), Afrikaforscher
- Sophia Jex-Blake (1840–1912), Ärztin und Feministin
- James Moulton Burfield (1845–1888), Genremaler
- Louise Mackintosh (1864–1933), Filmschauspielerin
- Frederick Chubb (1885–1966), kanadischer Organist, Chorleiter, Musikpädagoge und Komponist
- Grey Owl (1888–1938), Trapper und Schriftsteller
- Cecil Parker (1897–1971), Schauspieler
- Winifred Wagner (1897–1980, Winifred Marjorie Williams) war die Schwiegertochter Richard Wagners und nach dem Tode ihres Ehemannes Siegfried Wagner Leiterin der Bayreuther Festspiele bis 1944
- Christopher Cox (1899–1982), Kolonialbeamter
- Thomas Jukes (1906–1999), britisch-amerikanischer Biologe
- Johnny Hindmarsh (1907–1938), britischer Flieger und Autorennfahrer
- H. R. F. Keating (1926–2011), Kriminalschriftsteller
- Ian R. Gibbons (1931–2018), Molekularbiologe
- Peter Baillie (1933–2025), neuseeländischer Operntenor[8]
- Dolly Collins (1933–1995), und Shirley Collins (* 1935), Folkmusikerinnen
- Fiona Pitt-Kethley (* 1954), Dichterin, Journalistin, Reise- und Erotik-Schriftstellerin
- Steve Kinch (* 1955), Rockbassist
- Simon Fuller (* 1960), Musik- und Fernsehproduzent
- Graham McPherson (* 1961), Sänger, Songwriter und Schauspieler
- John Digweed (* 1967), DJ und Musikproduzent im Bereich der progressiven Trance- und Housemusik
- Danny Howells (* 1970), House-DJ und Produzent
- Gareth Barry (* 1981), Fußballspieler
- Nikki Bull (* 1981), Fußballspieler
- Lee Emanuel (* 1985), Mittelstreckenläufer
- Rob Cross (* 1990), Dartspieler
- Steve Cook (* 1991), Fußballspieler